# دیوان بین‌المللی داوری
دیوان بین‌المللی داوری بخشی از اتاق بازرگانی بین‌المللی کلاس ۲۱۰ است که برای کمک به حل اختلافات تجاری بین‌المللی تأسیس شده‌است.
این دیوان از زمان تأسیس تاکنون به بیش از ۱۶ هزار دعوی رسیدگی کرده‌است. فقط در سال ۲۰۰۹، ۸۱۷ پرونده از ۲٬۰۹۵ طرف از ۱۲۸ کشور در دیوان ثبت شد.
بیشتر شکایت‌هایی که به این دیوان ارجاع می‌شود طرفینی از کشورهای متفاوت با نظام‌های حقوقی و فرهنگی متفاوت دارد.